# Szenéte
Szenéte (románul: Senetea) falu Romániában, Hargita megyében.

## Története
Gyergyóújfalu része. 1956-ig adatai a községéhez voltak számítva. A trianoni békeszerződés előtt Csík vármegye Gyergyószentmiklósi járásához tartozott.

## Népessége
2002-ben 9 lakosa volt, ebből 9 magyar.

## Vallások
Lakói római katolikusok.